# Achtrup
Achtrup település Németországban, Schleswig-Holstein tartományban. Lakosainak száma 1553 fő (2023. december 31.).

## Népesség
A település népességének változása:
| Lakosok száma | 1129 | 1487 | 1488 | 1528 | 1558 | 1553 |
|               | 1975 | 2017 | 2019 | 2021 | 2022 | 2023 |